# Gruppe Dresdner Künstlerinnen

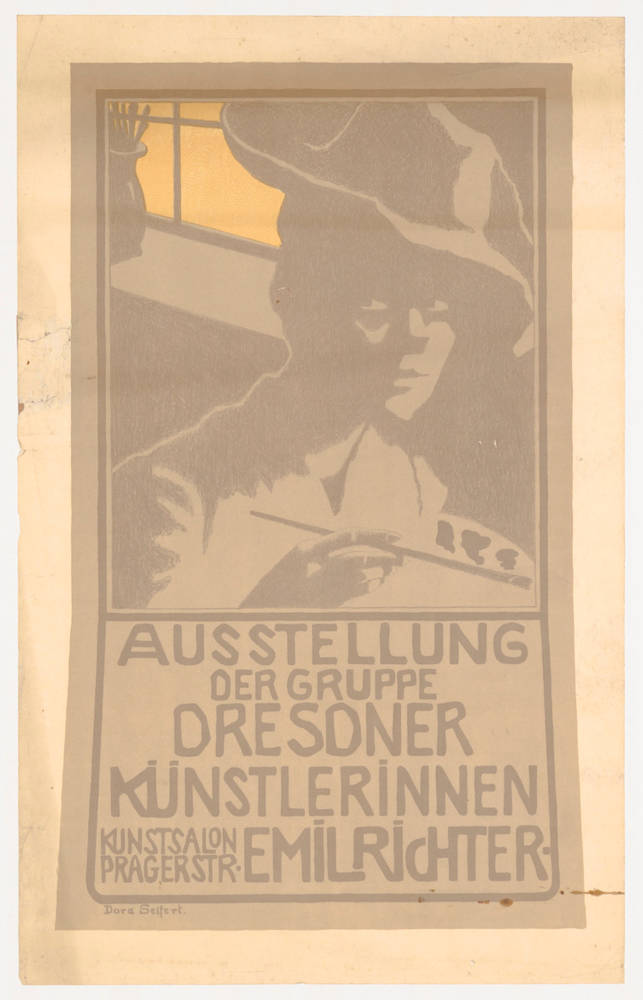
Ausstellungsplakat von Dora Seifert der 1. Ausstellung 1904 im Kunstsalon Emil Richter

Die Gruppe Dresdner Künstlerinnen trat im Jahr 1904 mit einer ersten Ausstellung im Kunstsalon Emil Richter in Erscheinung. 1908 schloss sich die Gruppe unter der Bezeichnung Ortsverband Dresdner Künstlerinnen dem damals neu gegründeten Bund Deutscher und Österreichischer Künstlerinnenvereine an. Dieser stellte die erste überregionale Interessengemeinschaft für kunst- und kunstgewerbetreibende Künstlerinnen in Deutschland dar.
1912 verfügte die Gruppe Dresdner Künstlerinnen um die 50 Mitglieder. Unter den ordentlichen Mitgliedern sind u. a. aufgeführt: Doris am Ende, Tilla Jährig-Löhr (später erste Vorsitzende), Adelheid Kohlschütter, Gertrud Schäfer, Helene Schurig und Flora Zenker. Weitere bekannte Mitglieder waren Erna Lincke und Lucie Prussog, die sich beide der Dresdner Sezession 1932 anschlossen.

## Geschichte
Als Gründungsmitglieder waren an der ersten Ausstellung 1904 im Kunstsalon Emil Richter folgende elf Künstlerinnen beteiligt:
- Olga Therese „Trissy“ Batsch-Kalkschmidt
- Clara von Beringe
- Paula von Blanckenburg
- Margarete Faltin
- Marie Haußner[Anm. 1]
- Hildegard von Mach
- Irmgard Meinhold
- Hedwig Rumpelt
- Gertrud Schramm[Anm. 2]
- Annie Seifert
- Dora Seifert

1906 folgte ebenfalls bei Emil Richter die zweite Kollektivausstellung mit nahezu unveränderter Besetzung. Neben den elf 1904 ausstellenden Künstlerinnen waren zusätzlich die Malerin Johanna Zschille-von Beschwitz und die beiden Bildhauerinnen Constanze von Wetter-Rosenthal und Julie Genthe vertreten.
1908 folgte eine weitere Ausstellung in der Galerie Arnold u. a. mit Doris am Ende, Helene Gammius, Hildegard Koch, Paula Kohlschütter, Clotilde Schilling, Berta Schrader und Lina von Zieten. Auf dem Deckblatt des Kataloges von 1908 nicht als Mitglieder gelistet, im Katalog aber mit je einem Werk in der Ausstellung der Galerie Arnold vertreten, waren auch Margarete Winkler und Helene Noack. Die bereits 1837 in Dresden geborene Blumenmalerin Helene Noack war auch unterrichtend tätig und einiges älter als die Mitglieder der Gruppe Dresdner Künstlerinnen. Aus dem Kreis der Dresdner Künstlerinnen ist bekannt, dass mindestens Doris am Ende, Helene Schurig und Emily Lengnick ersten Malunterricht bei Helene Noack erhielten. Bei Emily Lengnick erhielt dann wiederum Flora Zenker den ersten Malunterricht. Helene Noack dürfte damit einen gewissen Pionier- und Vorbildcharakter eingenommen haben.
Im Jahr 1910 wurde für das neugebaute Dresdner Rathaus der Ankauf von Bildern in der Höhe von 34.000 Reichsmark öffentlich ausgeschrieben. Der Betrag wurde je hälftig für Ankäufe der Dresdner Kunstgenossenschaft und der 1909 gegründeten Künstlervereinigung Dresden aufgeteilt. Der Ortsverband Dresdner Künstlerinnen kritisierte öffentlich, dass kein einziges Werk einer Dresdner Künstlerin angekauft wurde.
Der Ortsverband Dresdner Künstlerinnen verfügte über „fördernde Mitglieder“. Als Ehrenmitglied und Förderin konnte im Jahr 1912 die Prinzessin Mathilde von Sachsen gewonnen werden. Die Ausstellung von 1908 in der Galerie Arnold stand bereits unter dem „Ehren-Protekorat“ der Prinzessin Mathilde von Sachsen.
Ein Studium an staatlichen Akademien und Universitäten blieb Frauen bis 1919 weitgehend verwehrt. Eine Zulassung war allenfalls an Kunstgewerbeschulen möglich, diese boten aber weniger Prestige und der Fokus der Ausbildung lag im Bereich der angewandten Kunst. In Dresden führte die 1875 gegründete Königlich Sächsische Kunstgewerbeschule ab 1907 erstmals eine allgemeine Schülerinnenabteilung mit einer Klasse für das allgemeine Kunstgewerbe, einer grafischen Klasse und einer Textilfachklasse. Das Studium der Malerei und der Bildhauerei erfolgte deshalb oft an privaten Kunstschulen oder im Einzelunterricht. Eine privat finanzierte Ausbildung konnten sich ausschließlich Frauen aus wohlhabenden Kreisen leisten. Unter den Künstlerinnen um 1900 ist entsprechend eine demografische Tendenz zu reichen Bildungsbürgerinnen oder Adligen feststellbar.
Der Ortsverband Dresdner Künstlerinnen setzte sich auch für die Zulassung von Frauen zum Studium an der Dresdner Kunstakademie ein. Mehrere Vorstöße zur Zulassung von Frauen an die Kunstakademie hatten in Dresden keinen Erfolg. Die Vorstöße 1907 des Verbandes Norddeutscher Frauenvereine, 1916 der Dresdner Künstlerinnen und 1918 des Preußischen Landesvereins für das Frauenstimmrecht, wurden jeweils mit dem Argument abgelehnt, dass kein Platz vorhanden sei. Der erneute Antrag des Ortsverbandes Dresdner Künstlerinnen vom 18. Mai 1919, welcher auf die in Aussicht gestellte verfassungsmäßige Gleichberechtigung der Frauen hinwies, überschnitt sich mit der im April 1919 vorgenommenen Änderung der Satzung. Der bisherige Passus, dass „weibliche Personen“ nicht aufgenommen werden durften, wurde geändert in „Damen werden grundsätzlich zugelassen“. Diese Änderung wurde offenbar nur zurückhaltend kommuniziert. Im Wintersemester 1919/20 wurden erstmals drei Frauen aufgenommen.

## Mitglieder und an Ausstellungen beteiligte Personen (Auswahl)
Elisabeth Andrae, Anna Elisabeth Angermann, Jenny von Bary-Doussin, Olga Therese „Trissy“ Batsch-Kalkschmidt, Clara von Beringe, Johanna Zschille-von Beschwitz, Paula von Blanckenburg, Doris am Ende, Margarete Faltin, Rose Friedrich, Helene Gammius, Julie Genthe, Gertrud Elisabeth Geißler, Clementine Hahn, Tilla Jährig-Löhr, Fides Karny, Ilse Krause-Wittgenstein, Charlotte Hasselmann, Marie Haußner, Hildegard Koch, Minna Köhler-Roeber, Adelheid Kohlschütter, Paula Kohlschütter, Johanna Katharina Krabbes, Louise Langgaard, Emily Lengnick, Erna Lincke, Glenny Oelsner von Lorck, Gertrud Lorenz, Hildegard von Mach, Emilie Mediz-Pelikan, Irmgard Meinhold, Elisabeth Meyhöfer, Käthe Mirtschin, Elsa Munscheid, Helene Noack, Marie Paquet-Steinhausen, Marie Paschke, Julie Elsbeth von Paul, Ilse Plehn, Lucie Prussog, Etha Richter, Hedwig Rumpelt, Gertrud Schäfer, Ella Scharowsky, Clotilde Schilling, Bertha Schrader, Gertrud Schramm, Helene Schurig, Annie Seifert, Dora Seifert, Constanze von Wetter-Rosenthal, Margarete Winkler, Flora Zenker, Lina von Zieten

## Ausstellungen (Auswahl)
- 1904: Kunstsalon Emil Richter
- 1906: Kunstsalon Emil Richter
- 1908: Galerie Arnold
- 1909: Kunstsalon Emil Richter[17]
- 1911/12: Kunstverein Plauen: Wanderausstellung des Ortsverbandes Dresdner Künstlerinnen[18]
- 1912: Chemnitz, Galerie Gerstenberger, Ausstellung des Ortsverbandes Dresden des Bundes deutscher und österreichischer Künstelerinnen-Vereine, Januar 1912[19]
- 1912: Ausstellung „Die Frau in Haus und Berufe“ in Berlin, 24. Februar – 24. März 1912, in den Ausstellungshallen des Zoologischen Gartens Berlin, veranstaltet vom Deutschen Lyceum-Club.[20]
- 1912: Ausstellung „Frauenkunst zum Besten von Mutter und Kind“ in Dresden, Bund deutscher und österreichischer Künstlerinnenvereine, in den Räumlichkeiten des Sächsischen Kunstvereins, ab 7. April 1912 (Ostersonntag), unter Teilnahme der Ortsgruppen aus Dresden, Berlin, Braunschweig, Bremen, Breslau, Kassel, München und Wien[21][22]
- 1917: Kunsthandlung Max Sinz
- 1922: Kunstausstellung Fahnauer & Schwab[23]
- 1922: Sächsischer Kunstverein[24]
- 1923: Frühjahrsausstellung des Sächsischen Kunstvereins[25]
- 1925: Sächsischer Kunstverein[26]
- 1926: Galerie Arnold, „Bilder aus Dresden und Umgebung“[27]
- 1930: Kunsthandlung Max Sinz[28]

## Kommentare
Im Jahr 1913 fand im Vereinsraum des Frauenklubs Dresden 1910 an der Johann-Georgen-Allee 13, der heutigen Lingnerallee, eine Kunstausstellung mit „Bildern und Plastiken“ statt. Die Ausstellung wurde von „Mitgliedern der Vereinigung“ (des Frauenklubs Dresden 1910) ausgerichtet. Bemerkenswert ist die hohe Überschneidung mit den Mitgliedern der Gruppe Dresdner Künstlerinnen: an der Ausstellung beteiligt waren Elisabeth Meyhöfer, Helene Gammius, Flora Zenker, Johanna Zschille-von Beschwitz, Helene Schurig, Emily Lengnick, die beiden Schwestern Elisabeth Müller und Emmy Müller-Müller, Clotilde Schilling, Margarete Grieshammer und Julie Elsbeth von Paul.
Zweite Vorsitzende des Frauenklubs Dresden 1910 war die in der Frauenbewegung engagierte Lotte Schurig, die Schwester der Malerin Helene Schurig. Lotte Schurig war außerdem Mitbegründerin des Frauenrechtsschutzvereins, seit 1919 Vorsitzende des Stadtverbandes Dresdener Frauenvereine und 1913 Gründerin der privaten Sozialen Frauenkurse in den Räumen des Friedrich-Adolf-Kinderhorts an der Feldgasse 9.